# Болонская школа музыки
Болонская школа музыки — направление в итальянской музыке, сложившееся в городе Болонья во второй половине XVII века.
Школа в первую очередь складывалась как инструментальная. Инструментальных состав в основном струнный (от трёх до шести-семи инструментов), предпочтение отдавалось трио (в камерной обстановке с клавесином, в церковной — с органом). Для школы была характерна оратория с текстом на простонародном языке и короткая «концертная месса» без cantus firmus для 3 голосов (без тенора) и струнных инструментов. Считается, что болонская школа сыграла важную роль в формировании и развитии жанров инструментальной музыки: трио-сонаты, сольной сонаты и концерта.
Большинство композиторов представлявших болонскую школу музыки были связаны с Базиликой Сан-Петронио или Болонской филармонической академией. Наиболее известными представителями школы были Маурицио Каццати (основатель), Джакомо Перти, Джованни Баттиста Витали, Джузеппе Торелли и Арканджело Корелли (работал в Болонье до 1671 года).